# 2000 في إسرائيل
فيما يلي قوائم الأحداث التي وقعت خلال عام 2000 في إسرائيل.

## سياسة

### تعيين في المنصب
- 1 يناير – موشيه كتساف رئيس إسرائيل.
- 1 فبراير – افيغادور ليبرمان عضو الكنيست [الإنجليزية]‏.
- 24 يونيو – إيهود باراك وزير الزراعة والتنمية الريفية الإسرائيلي  [لغات أخرى]‏.
- 10 أغسطس – روني ميلو وزير الصحة  [لغات أخرى]‏.
- 11 أكتوبر – أمنون ليبكين شاحاك وزير النقل والسلامة المرورية الإسرائيلي  [لغات أخرى]‏.

### انتهاء فترة المنصب
- 1 يناير – عيزر فايتسمان رئيس إسرائيل.
- 1 فبراير – افيغادور ليبرمان عضو الكنيست [الإنجليزية]‏.
- 30 مايو – إسحاق مردخاي نائب رئيس الوزراء ‏.
- 31 يوليو – موشيه كتساف عضو الكنيست [الإنجليزية]‏.

## ظهور
- 1 يناير – جائزة سابير الأدبية

## أفلام
من الأفلام التي صدرت هذه السنة في إسرائيل:
- 1 يناير – كيبور من إخراج عاموس غيتاي.

## مواليد

### أبريل
- 11 أبريل – إيال غولان مغني إسرائيلي.

## وفيات

### فبراير
- 23 فبراير – عوفرة حازة (مواليد 1957) مغنية إسرائيلية.

### مارس
- 18 مارس – عساف ياجوري (مواليد 1931) سياسي إسرائيلي.

### يونيو
- 24 يونيو – حنا بطاطو (مواليد 1926) مؤرخ أمريكي.